# بيريمان (ميزوري)
بيريمان (بالإنجليزية: Berryman)‏ هي إحدى المجتمعات الفردية (غير مصنفة) في ولاية ميزوري في الولايات المتحدة الأمريكية.